# بول دانيال تايلور
بول دانيال تايلور (بالإنجليزية: Paul D. Taylor)‏ هو دبلوماسي أمريكي، ولد في 16 مايو 1939 في لوكبورت في الولايات المتحدة.